# Gustav von Möller (Jurist)
Gustav von Möller (* 27. März 1770 in Greifswald als Gustav Möller; † 21. Januar 1847 ebenda) war ein deutscher Jurist und Gerichtspräsident.

## Leben
Gustav Möller war der Sohn des Johann Georg Peter Möller und der Juliane Brigitte von Boltenstern († 1786). Seinen Vornamen erhielt er nach seinem Taufpaten, dem schwedischen Kronprinzen Gustav III. Er besuchte die Greifswalder Stadtschule und studierte ab 1788 an der Universität Greifswald Rechtswissenschaften. 1790 wechselte er an die Universität Göttingen, wo Johann Stephan Pütter, Johann Peter Waldeck und Justus Friedrich Runde zu seinen Lehrern gehörten.
1792 kehrte er nach Greifswald zurück, wo er im selben Jahr die Zulassung als Advokat zum königlichen Hofgericht und 1794 zum Wismarer Tribunal erhielt. Für seine Tätigkeit als Sekretär der Visitationskommission, die 1798 zur Kontrolle des Hofgerichts und des Greifswalder Konsistoriums angeordnet worden war, wurde er 1799 mit dem Titel Hofrat geehrt. Im selben Jahr wurde er Referendar am Hofgericht. 1802 kam das Amt des „consiliarius fisci“ hinzu. 1806 wurde er zum Assessor des Hofgerichts ernannt.
1813 wurde er Direktor des Hofgerichts. Der schwedische König Karl XIII. erhob ihn 1814 in den Adelsstand. Ab 1815 gehörte er der Kommission zur Vorbereitung der Einführung des preußischen Rechtssystems in Neuvorpommern an. Von der Universität Greifswald wurde ihm 1817 die Ehrendoktorwürde verliehen. 1820 wurde ihm der Rote Adlerorden 3. Klasse und 1833 die zugehörige Schleife verliehen. 1832 wurde er zum Präsidenten des Hofgerichts ernannt. Anlässlich seines 50-jährigen Amtsjubiläums erhielt er 1844 den Roten Adlerorden 2. Klasse mit Eichenlaub sowie den schwedischen Nordstern-Orden. Gustav von Möller gehörte seit 1789 der Greifswalder Freimaurerloge Zu den drei Greifen an und war zuletzt Meister vom Stuhl.
Gustav Möller heiratete 1800 Carolina von Vahl (1781–1858). Die beiden hatten zwei Töchter und den Sohn  Gottfried Gustav von Möller (1803–1868), der Appellationsgerichtspräsident in Breslau wurde.